# 稳定岛
稳定岛理论是核子物理中的一个理论推测，核物理学家推测原子核的质子數和中子數為“幻数”的放射性超重元素會特别稳定。假如这个猜测正确的话，那么某些特定的超重元素的同位素將比其他同位素更稳定，这些同位素的放射性衰变过程可能會相對非常慢。
稳定岛理论最初是格伦·西奥多·西博格提出的。他认为原子核中的核子与原子核外的电子一样是分布在不同的“壳層”中的，实际上每个壳層就是一组相近的量子能階。不同壳層之间的能量差则比较大。假如一个原子核中的质子和中子正好填满一个壳層的话，那么每个核子之间的结合能就會達到最大，因此这个原子核就最稳定，比其附近核子没有填满或超出一个壳層的同位素要稳定。
飽和的壳層的中子和质子数被称为“幻数”（也称为“魔数”），中子和质子数同時為幻數的原子核被稱為「雙幻核」。一个可能的中子魔数是184，可能的质子魔数是114、120和126，也就是说，298Fl、304Ubn和310Ubh可能比较稳定。这些同位素至今为止未能被合成。但Fl的带有114个质子和少于184个中子的同位素比元素周期表中邻近的元素的同位素的衰变要慢得多。
處於稳定岛的元素非常可能依然是放射性元素，只是它们相对于其附近的同位素“比较稳定”，虽然有人怀疑有些同位素的半衰期可能大于一日或甚至更长，但也可能小于一秒，而在目前發現的元素中，289Fl的半衰期為2.6秒，285Cn的半衰期為32秒，293Lv的半衰期有0.08秒，跟附近的元素比起來是很驚人的。
| 元素 | 原子序 | 最長壽同位素 | 最長壽同位素之半衰期 | 最長壽同位素之半衰期 |
| 元素 | 原子序 | 最長壽同位素 | Publications         | NUBASE 2016          |
| ---- | ------ | ------------ | -------------------- | -------------------- |
| 鑪   | 104    | 267Rf        | 1.3小時              | 2.5小時              |
| 𨧀   | 105    | 268Db        | 1.2天                | 1.1天                |
| 𨭎   | 106    | 269Sg        | 14分鐘               | 5分鐘                |
| 𨨏   | 107    | 270Bh        | 1分鐘                | 3.8分鐘              |
| 𨭆   | 108    | 269Hs        | 9.7秒                | 16秒                 |
| 䥑   | 109    | 278Mt        | 4.5秒                | 7秒                  |
| 鐽   | 110    | 281Ds        | 12.7秒               | 14秒                 |
| 錀   | 111    | 282Rg        | 1.7分鐘              | 1.6分鐘              |
| 鎶   | 112    | 285Cn        | 28秒                 | 32秒                 |
| 鉨   | 113    | 286Nh        | 9.5秒                | 7秒                  |
| 鈇   | 114    | 289Fl        | 1.9秒                | 2.4秒                |
| 鏌   | 115    | 290Mc        | 650毫秒              | 410毫秒              |
| 鉝   | 116    | 293Lv        | 57毫秒               | 80毫秒               |
| 鿬   | 117    | 294Ts        | 51毫秒               | 70毫秒               |
| 鿫   | 118    | 294Og        | 690微秒              | 1.15毫秒             |

#### 註解
1. ↑  不同的來源給出不同的半衰期值；下面列出了Publications和NUBASE中最新發布的半衰期值以供參考
2. ↑  未經確認的同位素278Bh可能有更長的半衰期，為11.5分鐘[6]
3. 1 2 3 4 5 6 7 8 9 10  對於元素109~118來說，其壽命最長的已知同位素皆為迄今為止所發現其最重的同位素，因此在它們更重的未發現同位素中可能存在壽命更長的同位素[7]
4. ↑  未經確認的同位素282Mt可能有更長的半衰期，為1.1分鐘[6]
5. ↑  未經確認的同位素286Rg可能有更長的半衰期，為10.7分鐘[6]
6. ↑  未經確認的同位素290Fl可能有更長的半衰期，為19秒[6]
7. ↑  未經確認的同位素295Og可能有更長的半衰期，為181毫秒[6]